# Megalomania
Megalomania is het laatste nummer van de Britse rockband Muse op hun tweede studioalbum Origin of Symmetry. Zanger Matthew Bellamy schreef het nummer tijdens zijn vakantie naar de Maldiven. Hij beschrijft ook het opnemen van het nummer, met het pijporgel in de St. Mary's Church in Bath, als een van de donkerste periodes van zijn leven. De vicaris van de kerk wilde eerst de tekst van het nummer beoordelen voordat Bellamy gebruik mocht maken van het orgel. 
De eerste keer dat het nummer op een pijporgel tijdens een concert gespeeld werd was op 4 december 2008 in de Royal Albert Hall, een concert voor Teenage Cancer Trust. Voor het spelen van het nummer zei Bellamy het volgende:

Since we're at the Royal Albert Hall, it would be rude not to play this beast.
— Matthew Bellamy (4 december 2008)

Hij refereert in deze zin naar het orgel dat in de Royal Albert Hall staat. Tijdens het optreden bespeelde Morgan Nicholls een ukelele. Een opname van het nummer werd als kerstcadeau weggegeven in 2011.

## Trivia
- De werktitel voor het nummer was Thoughts of a Dying Atheist. Een nummer met deze naam is te vinden op Absolution.